# Madadeni
Madadeni este un oraș din provincia Kwazulu-Natal, Africa de Sud.